# Bomolocha penumbralis
Bomolocha penumbralis är en fjärilsart som beskrevs av Paul Dognin 1914. Bomolocha penumbralis ingår i släktet Bomolocha och familjen nattflyn. Inga underarter finns listade i Catalogue of Life.